# Rodrigo Gallego Trujillo

Wappen von Rodrigo Gallego Trujillo

Rodrigo Gallego Trujillo (* 13. März 1974 in Sevilla, Valle del Cauca) ist ein kolumbianischer römisch-katholischer Geistlicher und Bischof von Palmira.

## Leben
Rodrigo Gallego Trujillo erlangte 1990 am Colegio General Santander in Sevilla das Bachillerato. Anschließend studierte er Philosophie und Katholische Theologie am Priesterseminar Juan Pablo II. in Armenia. Am 5. Dezember 1998 empfing er das Sakrament der Priesterweihe für das Bistum Buga.
Gallego Trujillo war nach der Priesterweihe zuerst als Pfarrvikar der Pfarrei San Juan Bautista in Guacarí und in der Priesterausbildung am Priesterseminar Los Doce Apóstoles in Buga tätig, bevor er im Jahr 2000 Pfarrvikar an der Kathedrale San Pedro Apóstol in Buga wurde. Daneben erlangte er 2001 nach weiterführenden Studien an der Päpstlichen Universität Xaveriana in Bogotá ein Lizenziat im Fach Katholische Theologie. 2002 setzte er seine Studien an der Päpstlichen Universität Gregoriana in Rom fort, an der er 2004 ein Lizenziat im Fach Spirituelle Theologie erwarb. Nach der Rückkehr in seine Heimat wirkte Gallego Trujillo zunächst als Dozent und erneut als Ausbilder am Priesterseminar Los Doce Apóstoles in Buga, dessen Regens er schließlich 2009 wurde. Daneben wurde er 2010 an der Päpstlichen Universität Bolivariana in Medellín mit der Arbeit „La Iglesia, Casa y Escuela de Comunión“: hacia una Teología Espiritual de la Eclesiología de Comunión en Aparecida, Números 154–163 („‚Die Kirche, das Haus und die Schule der Gemeinschaft‘: Auf dem Weg zu einer spirituellen Theologie der Ekklesiologie der Gemeinschaft in Aparecida, Nr. 154–163“) zum Doktor der Theologie promoviert. Von 2018 bis 2023 fungierte er als Bischofsvikar für die wirtschaftlichen Angelegenheiten des Bistums Buga. Ab 2019 war Gallego Trujillo Pfarrer der Kathedrale San Pedro Apóstol in Buga und ab 2023 zudem Generalvikar des Bistums Buga. Darüber hinaus gehörte er dem Priesterrat und dem Konsultorenkollegium des Bistums an.
Am 31. Mai 2024 ernannte ihn Papst Franziskus zum Bischof von Palmira. Der Bischof von Buga, José Roberto Ospina Leongómez, spendete ihm am 10. August desselben Jahres in der Basilika Herr der Wunder in Buga die Bischofsweihe; Mitkonsekratoren waren der emeritierte Bischof von Palmira, Edgar de Jesús García Gil, und der emeritierte Bischof von Buga, Hernán Giraldo Jaramillo. Die Amtseinführung fand eine Woche später statt. Sein Wahlspruch Mihi enim vivere Christus est („Für mich ist Christus das Leben“) stammt aus Phil 1,21 .

## Schriften
- „La Iglesia, Casa y Escuela de Comunión“: hacia una Teología Espiritual de la Eclesiología de Comunión en Aparecida, Números 154–163 (= Tesis de grado. Band 21). Editorial Universidad Pontificia Bolivariana, Medellín 2010, OCLC 880998959.
- Heraclio Melitón Uribe Uribe. Fundación Casa de la Cultura de Sevilla, Armenia 2014, OCLC 1100122667.
- Rodrigo Gallego Trujillo (Hrsg.): Diócesis de Buga: 50 años, 1966–2016. Bistum Buga, Buga 2016, ISBN 978-958-56-0370-7.